# أشخانة
أشخانة (بالفارسية: آشخانه) هي مدينة تقع في إيران في خراسان شمالي. يقدر عدد سكانها بـ 18,234 نسمة .